# Edward Malet
Edward Baldwin Malet (L'Aia, 1837 – Chorleywood, 1908) è stato un diplomatico britannico.
Ministro plenipotenziario a Costantinopoli dal 1877 al 1878 e in Egitto nel 1882, nel 1884 fu nominato ambasciatore a Berlino.
Rappresentò il Regno Unito al trattato di Berlino nel 1878.